# SAE International
Die SAE International, ehemalige Bezeichnung Society of Automotive Engineers (SAE; deutsch ‚Verband der Automobilingenieure‘), ist eine gemeinnützige Organisation für Technik und Wissenschaft, die sich dem Fortschritt der Mobilitätstechnologie widmet.
Das Unternehmen wurde 1905 als Society of Automobile Engineers gegründet. Ursprünglich setzte sie sich dafür ein, Standards in der Automobil-Industrie zu schaffen, und den Austausch von Ideen und Wissen voranzutreiben. Die SAE hatte 30 Gründungsmitglieder, darunter Andrew L. Riker als erster Präsident und Henry Ford als Vizepräsidenten. Im Jahr 1916 hatte diese 1800 Mitglieder und weitete ihr Handlungsfeld auf alle Formen von Fortbewegungsmitteln aus. Die SAE erarbeitet Automobil- und Luftfahrtstandards. Aus diesem Grund wurde zwischenzeitlich die Bezeichnung geändert.
Nach dem Zweiten Weltkrieg begann die SAE weltweit mit anderen Standardisierungs- und Mobilitäts-Organisationen zusammenzuarbeiten. Auch wurden Niederlassungen in vielen Kontinenten gegründet.
Etablierte Normungen sind unter anderem die SAE-Viskositätsklassen für Motoröl, die SAE-PS und die Standardisierung der Fahrzeug-Identifizierungsnummer. Des Weiteren wurden auch zahlreiche Standards für elektronische Steuergeräte, wie zum Beispiel Kommunikationsprotokolle und -schnittstellen definiert, beispielsweise die SAE J1939 oder SAE J1979.